# Uwe Dühring
Uwe Dühring   (Berlín, 23 de novembre de 1955) és un remer alemany, ja retirat, que va competir sota bandera de la República Democràtica Alemanya durant la dècada de 1970.
El 1980 va prendre part en els Jocs Olímpics d'Estiu de Moscou, on guanyà la medalla d'or en la prova del vuit amb timoner del programa de rem. En el seu palmarès també destaca una medalla d'or al Campionat del Món de rem de 1978. També guanyà un campionat nacional.